# Montagne de l'Ours
Montagne de l'Ours är ett berg i Kanada.   Det ligger i provinsen Québec, i den sydöstra delen av landet, 400 km öster om huvudstaden Ottawa. Toppen på Montagne de l'Ours är 827 meter över havet, eller 147 meter över den omgivande terrängen. Bredden vid basen är 1,9 km.
Terrängen runt Montagne de l'Ours är kuperad åt sydost, men åt nordväst är den platt.Runt Montagne de l'Ours är det mycket glesbefolkat, med 2 invånare per kvadratkilometer..
I omgivningarna runt Montagne de l'Ours växer i huvudsak blandskog.